# Коннер, Тара
Тара Элизабет Коннер (англ. Tara Elizabeth Conner; род. 18 декабря 1985, Даллас) — американская модель и участница конкурсов красоты. 

## Биография
Коннер является победительницей конкурса Мисс США 2006, а также участницей конкурсов Юная мисс США 2002 (вторая вице-мисс) и Мисс Вселенная 2006 (четвёртая вице-мисс). Во время исполнения обязанностей Мисс США она работала моделью, была приглашённой моделью сериала канала HDNet Bikini Fantasies в 2004 году, приняв участие в съемках на озере Тахо. Коннер также является победительницей конкурсов Юная Мисс Кентукки 2002, Miss Kentucky County Fair 2004 и Мисс Кентукки 2006.
В конце 2006 года вокруг Коннер разразился скандал, когда в СМИ прошла информация, что она употребляла спиртное, не достигнув совершеннолетия, употребляла кокаин, героин и метамфетамин, а также целовалась с Юной Мисс США Кэти Блэр. Несмотря на это ей позволили продолжать выполнять обязанности Мисс США при условии, что она будет посещать программу реабилитации. Во время «Шоу Опры Уинфри» Дональд Трамп рассказал, что дал ей второй шанс по личным причинам. Его брат Фред умер от алкоголизма, и Трамп сказал: «Я верю во второй шанс и иногда, когда ты даёшь кому-нибудь второй шанс, это срабатывает».

## Личная жизнь
С 11 ноября 2018 года Коннер замужем за Эли Джеймсом, пара имеет дочь Зезе Мэй Джеймс